# Zovoj naočar
Zovoj naočar (lat. Procellaria conspicillata) je vrsta morske ptice iz roda Procellaria. Sinonim za ovu pticu je Procellaria aequinoctialis conspicillata. Prvi put ju je opisao engleski ornitolog John Gould 1844. godine. Crne je boje. Duga je 55 cm. Smećkaste je boje, a kljun joj je žut. Životni vijek ove ptice je 26. 4 godine. Hrani se glavonošcima, rakovima i manjim ribama. Pelagična je izvan sezone gniježdenja. Velika prijetnja su joj svinje, mačke i štakori. Okvirna populacija ovih ptica je 20 000-50 000. 2000. vrsta je bila kritično ugrožena, ali 2009. je prema IUCN-u ocijenjena kao osjetljiva vrsta. Dosta ptica ove vrste je stradalo zbog toga što su uhvaćene u ribarske mreže.

## Vanjske poveznice
- birdlife.org  Arhivirana inačica izvorne stranice od 3. siječnja 2009. (Wayback Machine)

Ostali projekti
|  | Zajednički poslužitelj ima još gradiva o temi Procellaria conspicillata |
|  | Wikivrste imaju podatke o taksonu Procellaria conspicillata             |